# Temelucha thoracica
Temelucha thoracica är en stekelart som beskrevs av Kolarov 1989. Temelucha thoracica ingår i släktet Temelucha och familjen brokparasitsteklar. Inga underarter finns listade i Catalogue of Life.